# St. Bernhard (Fürstenfeldbruck)

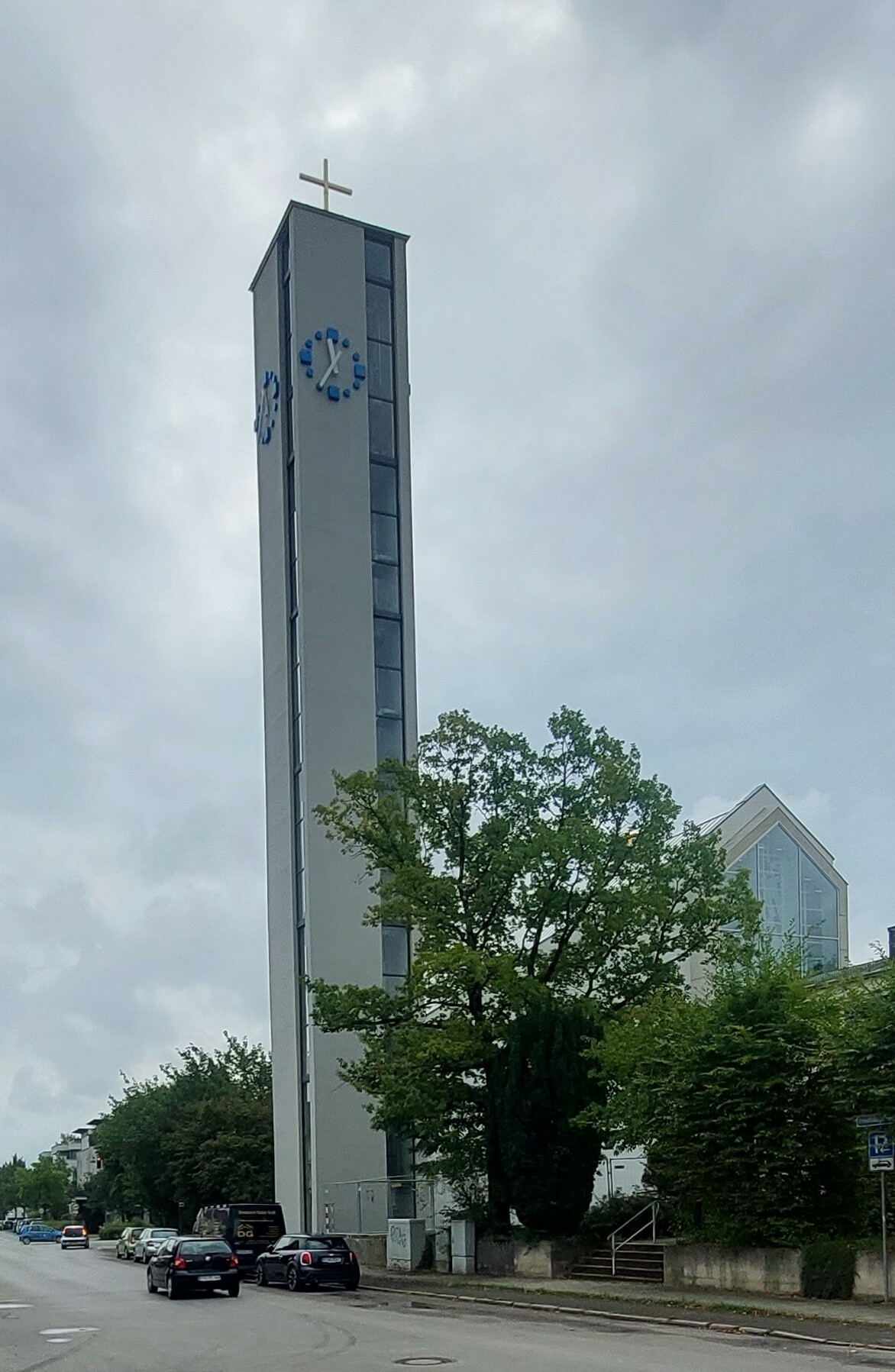
St. Bernhard

Die Kirche St. Bernhard ist eine römisch-katholische Pfarrkirche im Westen Fürstenfeldbrucks.

## Geschichte
Ursprünglich wurde nach dem Zweiten Weltkrieg im Westen von Fürstenfeldbruck, wo sich viele Vertriebene ansiedelten, zunächst im Jahr 1953 eine Kuratie gegründet. Aufgrund des beschwerlichen Wegs zur Klosterkirche Fürstenfeld (es gab damals im Westen der Stadt noch keine Brücke über die Amper) setzte der Pfarrkurat Johann Kögl zwei Busse ein, um die Gläubigen zum sonntäglichen Gottesdienst dorthin zu bringen. Es war also naheliegend, im Fürstenfeldbrucker Westen eine Kirche zu errichten.

## Errichtung
Die Kirche wurde an der Ecke Rotschwaiger Straße und Richard-Higgins-Straße nach den Plänen des Architekten Franz Berberich errichtet, für die Glasgestaltung erhielt der Eichenauer Künstler Josef Dering den Zuschlag. Die Einweihung der Kirche erfolgte im Jahr 1964. Ein Jahr später erhielt St. Bernhard den Status als eigenständige Pfarrei. Angegliedert an die Kirche ist heute auch ein Kindergarten.

## Ausstattung

### Orgel

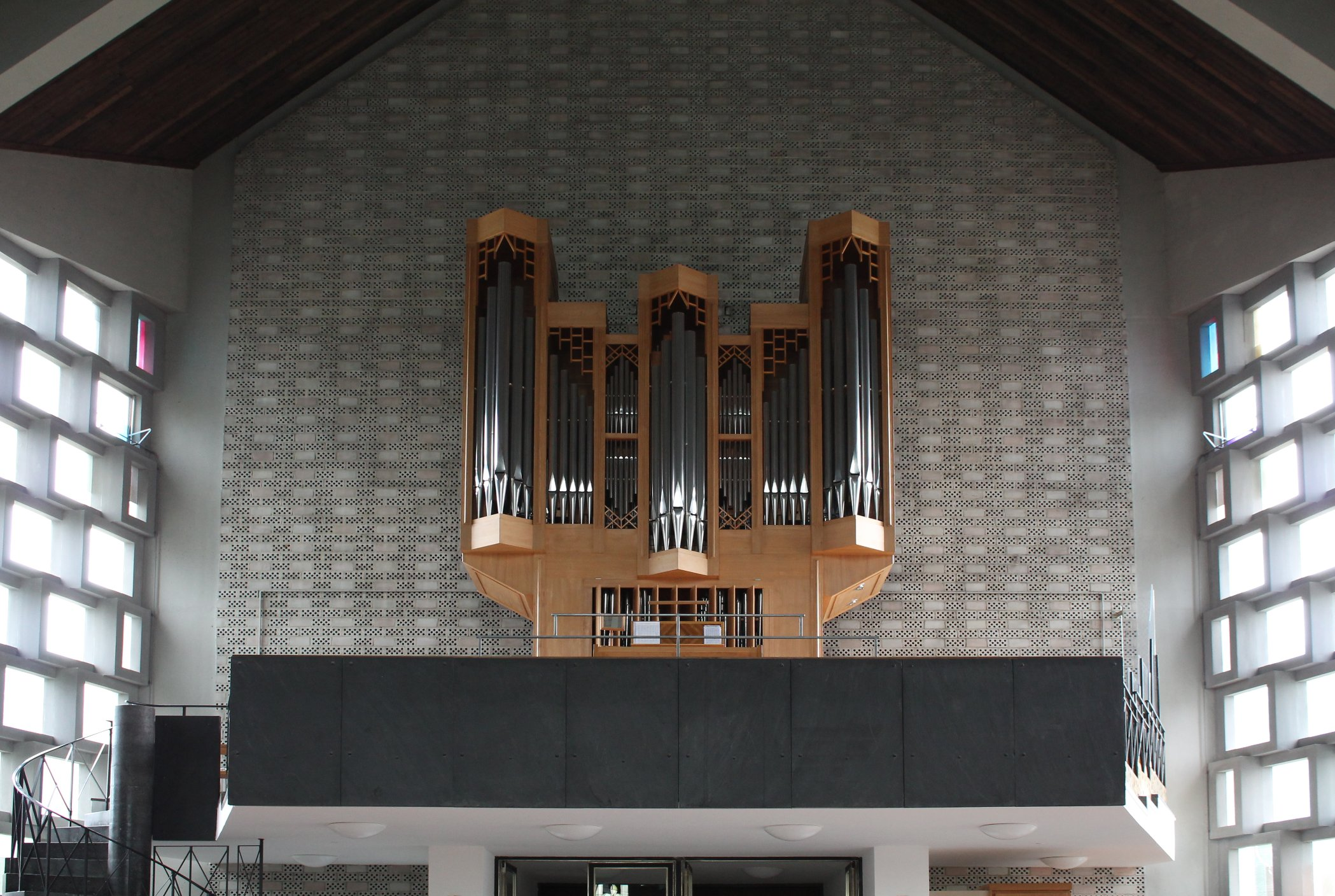
Orgel der Kirche St. Bernhard

Die Orgel mit 27 Registern auf zwei Manualen und Pedal wurde 1992 von Dieter Schingnitz gebaut. Die Disposition lautet:
| I Hauptwerk C–g3 |        |
| Bourdon          | 16′    |
| Prinzipal        | 8′     |
| Rohrflöte        | 8′     |
| Oktave           | 4′     |
| Blockflöte       | 4′     |
| Quinte           | 2 ⁄3′  |
| Superoktave      | 2′     |
| Terz             | 1 3⁄5′ |
| Mixtur IV–V      | 1 ⁄3′  |
| Trompete         | 8′     |

| II Schwellwerk C–g3 |       |
| Gedackt             | 8′    |
| Salizional          | 8′    |
| Quintade            | 8′    |
| Prinzipal           | 4′    |
| Koppelflöte         | 4′    |
| Nasat               | 2 ⁄3′ |
| Waldflöte           | 2′    |
| Scharff III         | 1′    |
| Dulcian             | 16′   |
| Oboe                | 8′    |

| Pedal     |       |
| Subbaß    | 16′   |
| Oktav     | 8′    |
| Choralbaß | 4′    |
| Mixtur IV | 2 ⁄3′ |
| Posaune   | 16′   |
| Trompete  | 8′    |
| Clarine   | 4′    |